# Sylviorthorhynchus desmursii
El tijeral colilargo (Sylviorthorhynchus desmursii ) es una especie de ave paseriforme de la familia Furnariidae. Era el único miembro del género Sylviorthorhynchus, que derivó de Leptasthenura hace 14 o 15 millones de años, hasta que se comprobó que la especie Leptasthenura yanacensis es hermana de la presente y fue transferida al mismo género. Es nativa del suroeste de América del Sur.

## Otros nombre comunes
En Argentina se le denomina también colilarga,cola de paja, cola de alambre, cola de helecho rojizo, colilarga del sur, coludito rojizo, cuatroplumas o dos plumas.

## Distribución y hábitat
Se distribuye en el centro y sur de Chile desde la región de Valparaíso (Aconcagua) hacia el sur hasta el norte de la región de Magallanes (Última Esperanza), incluyendo la isla Chiloé y otras islas costeras; y en el extremo oeste de Argentina (desde Neuquén hacia el sur hasta Santa Cruz).
Esta especie es considerada poco común en su hábitat natural: el sotobosque dominado por tacuarales y la vegetación arbustiva de bosques húmedos patagónicos hasta los 1200 m de altitud.

## Descripción
Mide entre 21 y 24 cm de longitud y pesa entre 9 y 11 g. Su larga cola ocupa los dos tercios de su cuerpo y consiste en seis plumas delgadas filamentosas, siendo las dos centrales más largas que las otras cuatro. El plumaje es marrón rojizo en las partes superiores y pálido en las inferiores. Posee una línea pálida alrededor del ojo. Posee un pico muy fino y tiene un canto rápido y de tono elevado.
El nido en forma de bola es construido con fibras de plantas entre la vegetación cercana al suelo.

## En la cultura popular
En el archipiélago de Chiloé son llamados memoriosos y existe la superstición de que al poner las plumas de su cola dentro de los cuadernos se tendrá éxito en los estudios.

## Sistemática

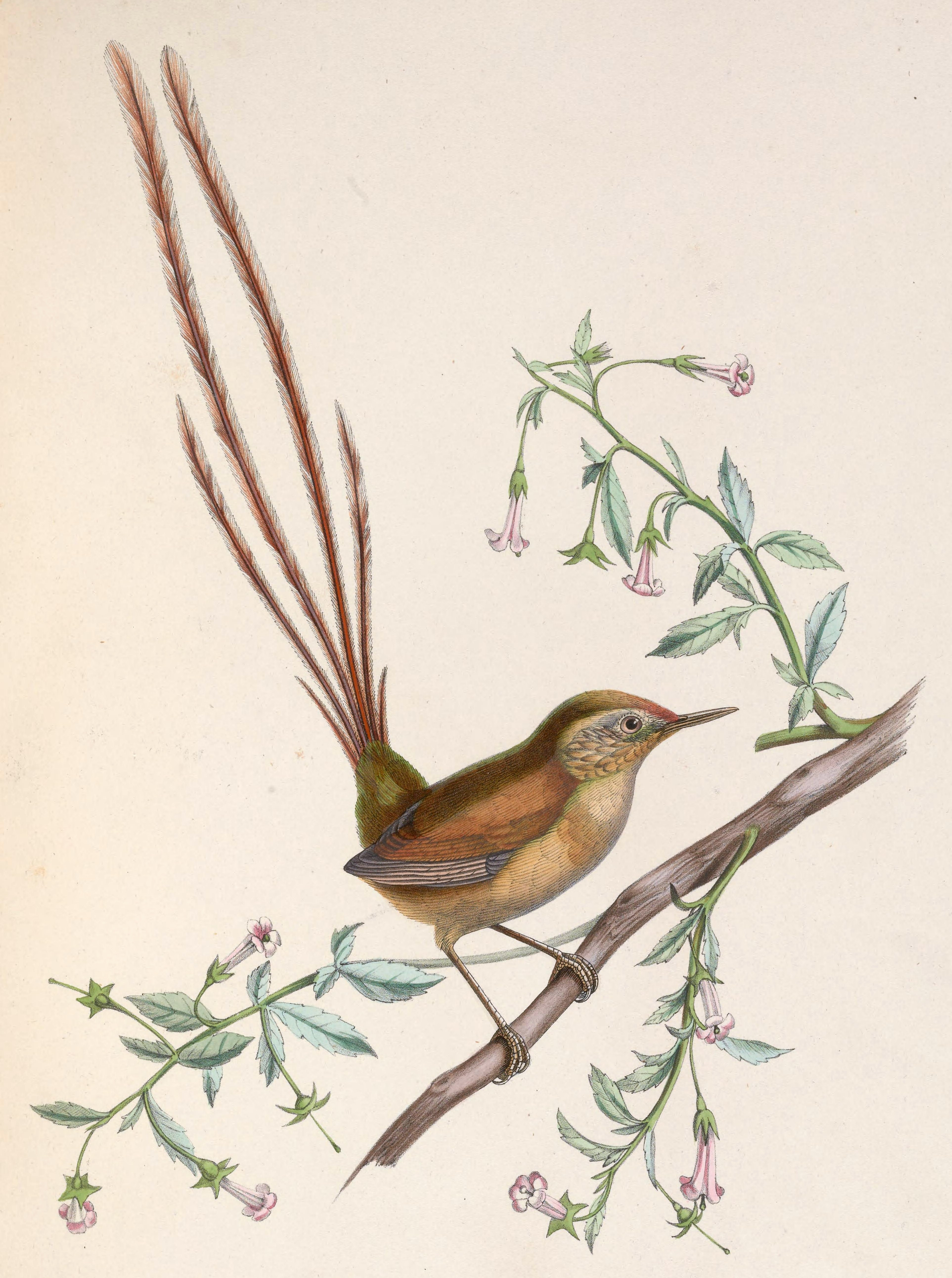
Sylviorthorhynchus desmursii, ilustración en Des Murs, Iconographie ornithologique, 1849.

### Descripción original
La especie S. desmursii fue descrita por primera vez por el ornitólogo francés Claudio Gay en 1845 bajo el mismo nombre científico Sylviorthorhynchus desmurii [error]; la localidad tipo es: «bosques húmedos en la Provincia de Valdivia, particularmente cerca de Corral, Chile».

### Etimología
El nombre genérico masculino «Sylviorthorhynchus» es una combinación de los géneros del Viejo Mundo Sylvia (las currucas) y Orthotomus (los sastrecillos) y de la palabra del griego «rhunkhos»: pico; y el nombre de la especie «desmursii», conmemora al ornitólogo francés Marc Athanase Parfait Œillet Des Murs (1804-1894).

### Taxonomía
La autoría de la presente especie y del género fue por mucho tiempo atribuida a Des Murs, responsable por la clasificación de la sección ornitológica de la enorme obra de Gay: «Historia física y política de Chile.» Erróneamente le fue atribuida a aquel —como del año 1847—, hasta que fue constatado el error un siglo y medio después. El nombre específico desmursii sigue controverso, ya que fue originalmente escrito como desmurii por Gay. Algunos autores y clasificaciones utilizan este último, mientras otros prefieren el nombre enmendado desmursii. El Comité de Clasificación de Sudamérica (SACC) rechazó la Propuesta n.º 767 de cambiar el epíteto específico desmursii por desmurii. Es monotípica.
En el año 2009, un estudio de Irestedt et al., recomendó que la especie Leptasthenura yanacensis sea transferida al género Sylviorthorhynchus. En el año 2011, un nuevo análisis, de Derryberry et al., en el cual se dispuso de una amplia muestra de taxones, concluyó que la presente era la especie hermana de Leptasthenura yanacensis. En el año 2014, Dickinson y Christidis transfirieron L. yanacensis al género Sylviorthorhynchus, es decir combinándolo como Sylviorthorhynchus yanacensis.
En marzo de 2019, en la Propuesta n.º 816 al SACC, se recomendó y posteriormente se aprobó, que Leptasthenura yanacensis fuese transferido al género Sylviorthorhynchus, para lograr de este modo un género cohesivo y concordante con la información molecular.